# El Desperado
El Desperado è un film del 1967 diretto da Franco Rossetti.

## Trama
Scampato alla forca, il giovane avventuriero Steve Belasco meglio noto come "El Desperado" si imbatte in Bill, un ufficiale sudista morente che gli chiede di portare sue notizie al padre Sam, un vecchio cieco che vive nella cittadina di Overton.
Sostituitosi al militare, il nostro giunge in città dove si unisce ad una gang di desperados capitanata da Asher e dalla sua donna Lucy, ex fiamma di Steve, per rapinare un convoglio d'oro sudista in transito per il villaggio.
Il furto riesce ma El Desperado tenta di fregare gli occasionali complici ma viene beccato e pestato violentemente. Innamoratosi tra l'altro di Katie, badante di Sam (che nel frattempo è stato ucciso) l'eroe fa piazza pulita dei cattivi aiutato anche dal vecchio amico Jonathan. Poi tornerà a vagabondare da solo, come ha sempre fatto.